# Neil Mulligan
Neil Mulligan (Dublin, 1955) is een Ierse traditionele uilleann pipes-speler.
Hij kreeg zijn eerste fluitlessen bij Ned Stapleton en Paddy Bán Ó Broin in de Church Street Club in Dublin. Op elfjarige leeftijd begon hij met de uilleann pipes, kreeg eerst les van zijn vader (van oorsprong een violist) en daarna van Leo Rowsome in de muziekschool in de Chatham Row.
In 1968 won Neil reeds de prijs in de All-Ireland Championship voor deelnemers onder de veertien en in 1970 gebeurde hetzelfde voor deelnemers onder de achttien jaar. De connecties die de Mulligans hadden met de legendarische piper Séamus Ennis verhoogden hun interesse dit instrument te gaan bespelen.   

## Discografie
- 1991 - Barr na Cuille
- 1997 - The Leitrum Thrush
- 2003 - An Tobar Glé